# Giorgio Marengo
Giorgio Marengo, IMC (Cuneo, 7 de juny de 1974) és un religiós catòlic italià, cardenal des de 2022 pel papa Francesc. Va ser ordenat sacerdot el 2001, i s'incardinà a l'Orde dels Missioners de la Consolata. Va ser missioner a Mongòlia; durant vint anys, superior a Mongòlia i capellà de Maria Mare de la Misericòrdia a Arvajhėėr. El 2 d'abril de 2020, el papa Francesc el nomenà Prefecte catòlic d'Ulan Bator. Es consagrà bisbe en al Sanctuaire de la Cosolata el 8 d'agost de 2020 para el cardenal Luis Antonio Tagle, co-consagrants l'arquebisbe Cesare Nosiglia i el cardenal Severino Poletto.

## Publicacions
- Sussurrare il Vangelo nella terra dell'eterno Cielo blu, riflessioni missiologiche sullevangelizzazione in Mongolia; Urbaniana University Press, Via Urbano VIII, 16 – 00165 Roma.